# Dipartimento di Dabou
Il dipartimento di Dabou è un dipartimento della Costa d'Avorio situato nella regione di Grands-Ponts, distretto di Lagunes.
Nel censimento del 2014 è stata rilevata una popolazione di 148.874   abitanti. 
Il dipartimento è suddiviso nelle sottoprefetture di Dabou, Lopou e Toupah.